# Grüner Klee-Spitzmausrüssler
Der Grüne Klee-Spitzmausrüssler (Ischnopterapion virens) ist ein Rüsselkäfer aus der Unterfamilie der Apioninae.

## Merkmale
Die Käfer erreichen eine Körperlänge von 1,8 bis 2,6 Millimetern. Ihr Körper ist blaugrün metallisch glänzend, insbesondere die Deckflügel und der Halsschild. Der annähernd quadratische Halsschild weist eine weniger dichte und weniger kräftige Punktierung auf. Die Deckflügel sind mit dunklen behaarten Punktreihen in Längsrichtung überzogen. Das Rostrum ist bei den Weibchen stärker gebogen als bei den Männchen.

## Vorkommen
Die Art kommt in der Paläarktis vor. In Europa ist sie weit verbreitet und meist häufig. Nach Süden reicht ihr Vorkommen bis nach Nordafrika. Im östlichen Nordamerika wurde die Art eingeschleppt. Sie wurde erstmals 1994 in Pennsylvania nachgewiesen.

## Lebensweise
Die Käfer findet man von April bis Oktober. Im Sommer und Herbst sowie im folgenden Frühjahr findet man die Käfer beim Reifungsfraß an Blättern verschiedener Hülsenfrüchtlern (Fabaceae), insbesondere an Klee (Trifolium). Die Larvalentwicklung findet innerhalb der Stängel und Wurzeln der Wirtspflanzen statt. Die Käferart gilt als ein Agrarschädling. Die Käfer können frisch ausgesäte Kleebestände bei Massenauftreten stark schädigen.

## Gefährdung
Die Art gilt in Deutschland als ungefährdet.

## Taxonomie
In der Literatur finden sich folgende Synonyme:
- Apion aeneocephalum Gyllenhal, 1813
- Apion coeleste Schilsky, 1906
- Apion tristiculum Schilsky, 1906
- Apion violatum Schilsky, 1906
- Apion virens Herbst, 1797 (Protonym ursprüngliche Namenskombination)
- Chlorapion virens (Herbst, 1797)